# Robin Reda
Pour les articles homonymes, voir Reda (homonymie).
Robin Reda, né le 10 mai 1991 à Savigny-sur-Orge (Essonne), est un homme politique français.
Membre de l’UMP puis des Républicains, il est maire de Juvisy-sur-Orge de 2014 à 2017, conseiller régional d'Île-de-France de 2015 à 2017 et depuis 2021, et député de la septième circonscription de l'Essonne (Savigny-sur-Orge, Juvisy-sur-Orge, Viry-Châtillon, Athis-Mons, Paray-Vieille-Poste) de 2017 à 2024.
Il quitte LR en 2019 pour rejoindre Soyons libres de Valérie Pécresse, parti dans lequel il exerce les fonctions de vice-président et porte-parole. Il soutient la présidente de la région Île-de-France lors de l'élection présidentielle de 2022. En vue des élections législatives de 2022, il est d'abord investi par Les Républicains, puis l'est par Ensemble, coalition de partis politiques créée afin de regrouper la majorité présidentielle d'Emmanuel Macron. Il est réélu le 19 juin 2022 au second tour avec 50,34 % des voix. Battu aux élections législatives anticipées de 2024, il est nommé en septembre de cette même année conseiller politique auprès d’Anne Genetet, ministre de l'Éducation nationale, et le reste jusqu'à la censure du gouvernement Barnier le 4 décembre. En avril 2025, il devient directeur des élections du parti Renaissance.

## Biographie
Né à Savigny-sur-Orge dans l’Essonne, Robin Reda grandit dans la commune limitrophe de Juvisy-sur-Orge. Il a des origines franc-comtoise et bretonne par sa mère, égyptienne par son père. Il détient la double nationalité française et égyptienne.
Après avoir suivi sa scolarité au sein de l’établissement Saint-Charles à Athis-Mons, il intègre le lycée Corot à Savigny-sur-Orge, puis le lycée Chaptal à Paris en classes préparatoires littéraires. En 2014, il est diplômé d’un master d’affaires publiques à Sciences Po Paris ; la même année, il est élu maire de Juvisy-sur-Orge.
Le 1er septembre 2018, il épouse Lamia Bensarsa à Juvisy-sur-Orge.  

## Parcours politique
Au sein de l'UMP, il est responsable départemental des Jeunes Populaires de l'Essonne.
Lors de la primaire française de la droite et du centre de 2016, il soutient Bruno Le Maire, dont il est proche. François Fillon l'emporte mais échoue lors de l'élection présidentielle ; a posteriori, Robin Reda considère que le projet de ce dernier comportait une « forme de brutalité ».
Au congrès des Républicains de 2017, qui élit le président du parti, il soutient la candidature de Florence Portelli. Cette dernière s'incline finalement face à Laurent Wauquiez.
Le 13 octobre 2018, il est élu président de la fédération des Républicains du département de l'Essonne avec 72,8 % des voix.
Le 5 juin 2019, il quitte Les Républicains pour rejoindre le mouvement de Valérie Pécresse Soyons libres, aussi appelé Libres!. Il est nommé porte-parole puis vice-président du parti.
Il rejoint de nouveau le parti Les Républicains en 2021.
À l’aune de l’élection présidentielle de 2022, Robin Reda soutient la candidature de Valérie Pécresse. Il fait partie des 30 orateurs de la candidate dévoilés le 22 septembre 2021.
En vue des élections législatives de 2022, il est d'abord investi par Les Républicains, puis le 7 mai, alors qu'il tractait encore le jour même pour LR, il est finalement investi par Ensemble, coalition de partis politiques créée afin de regrouper la majorité présidentielle d'Emmanuel Macron. Il arrive en deuxième position lors du premier tour, derrière Claire Lejeune, candidate de la Nouvelle Union populaire écologique et sociale ; il est réélu le 19 juin 2022 au second tour avec 50,34 % des voix.
Il est battu par Claire Lejeune aux élections législatives de 2024.
Après sa défaite, l’ancien député de l’Essonne est dans un premier temps passé par le cabinet de l’Éducation nationale pour conseiller la ministre Anne Genetet jusqu'à la chute du gouvernement de Michel Barnier en décembre 2024. Il est ensuite nommé à la tête du pôle élections et relations avec les élus au sein du parti Renaissance.

### Municipales de 2014
Lors des élections municipales de 2014, il conduit la liste « Pour Juvisy osons l’avenir », sous l’étiquette UMP, et emporte le scrutin dès le premier tour avec 52,7 % des voix.
Âgé de 22 ans, il met fin à 43 ans de gestion à gauche (PS, divers gauche, PRG) de la ville. Il devient alors le plus jeune maire de France d’une ville de plus de 10 000 habitants.
Il est également élu président de la communauté d'agglomération Les Portes de l'Essonne entre le 27 mars 2014 et le 31 décembre 2015. Il est aussi le plus jeune président d’agglomération.
Il porte en partie le projet de la transformation des anciens locaux de La Poste du centre-ville de Juvisy-sur-Orge en maison de santé pluriprofessionnelle, afin de répondre aux problèmes liés à la désertification médicale.
Il occupe le fauteuil de maire de Juvisy-sur-Orge jusqu’à son arrivée à l’Assemblée nationale en 2017, la loi du 14 février 2014 sur le non cumul des mandats l'empêchant d’exercer les deux fonctions simultanément.

### Conseil régional d'Île-de-France
À l'issue des élections régionales de 2015 en Île-de-France, il est élu conseiller régional sur les listes UMP-UDI de Valérie Pécresse. Lors de ces élections, il qualifie le candidat PS, Claude Bartolone, de « parfaite incarnation des élus mafieux » ; l'entourage de celui-ci annonce alors son intention de porter plainte.
Il démissionne de son mandat de conseiller régional le 16 juillet 2017 à la suite de son élection à l’Assemblée nationale en tant que député de l’Essonne.
Présent sur la liste menée par la présidente sortante Valérie Pécresse lors des élections régionales de 2021, il est de nouveau élu conseiller régional à la suite de la victoire de celle-ci.
En mai 2022, il doit se mettre en retrait du groupe majoritaire en raison de son investiture par Ensemble aux élections législatives.

### Député de l'Essonne
À 26 ans, Robin Reda est élu au second tour des élections législatives de 2017 député de la 7e circonscription de l'Essonne, avec 53,04 % des voix, face à Muriel Kernreuter, candidate En Marche !. Cette dernière avait distancé Robin Reda lors du premier tour, avec des scores respectifs de 30,99 % et 23,65 %.
Au terme de sa première année, il est classé par Le Parisien comme le député le plus actif du département de l’Essonne à l’Assemblée nationale.  
D’abord membre de la commission des Lois, il rejoint la commission des Finances de l’Assemblée nationale en octobre 2019.
En 2018, Robin Reda affirme dans le cadre du vote du projet de loi ELAN son opposition à un dispositif d’encadrement des loyers expérimental et optionnel.
Le 6 octobre 2021, il est élu président de Bruitparif, l'observatoire du bruit en Île-de-France.

### Activités parlementaires

#### Santé
Il se mobilise contre la fermeture de l’hôpital public de Juvisy-sur-Orge, prévu initialement en raison de l’ouverture de l’hôpital du plateau de Saclay.

#### Transports
En 2019, Robin Reda prend position  contre le projet de franchissement de la Seine entre Vigneux-sur-Seine et Athis-Mons[pertinence contestée].
Robin Reda plaide en faveur d’une gare à Morangis pour relier le territoire à la ligne 14[pertinence contestée].

#### Lutte contre les discriminations
Dans le cadre de son mandat de député, Robin Reda préside une mission d’information sur l’émergence et l’évolution des différentes formes de racisme.

#### Lutte contre les rodéos motorisés
Cette section ne s'appuie pas, ou pas assez, sur des sources secondaires ou tertiaires indépendantes du sujet. Le texte peut contenir des analyses inexactes ou inédites de sources primaires.
Pour l'améliorer, ajoutez-en, ou placez des modèles {{Source secondaire souhaitée}} ou {{Source secondaire nécessaire}} sur les passages mal sourcés. (juin 2022)
À l’Assemblée nationale, Robin Reda est co-rapporteur dans le cadre d’une mission d’information sur l’évaluation de l’impact de la loi du 3 août 2018 renforçant la lutte contre les rodéos motorisés. Le rapport d’information préconise entre autres au gouvernement l’expérimentation de l’utilisation de drones afin de lutter contre les rodéos motorisés.

#### Cannabis
Il préside la mission d'information parlementaire sur « la réglementation et l’impact des différents usages du cannabis », et figure parmi les rares responsables LR à défendre sa légalisation,.

## Polémiques
Le 25 janvier 2018, il crée une polémique en tenant des propos jugés sexistes (« merci pour ces rappels au règlement quasi maternels ») à l'encontre de la députée et présidente de la commission des Lois de l’Assemblée nationale, Yaël Braun-Pivet,,.
Lors des élections municipales de 2020, la candidature puis la victoire de sa femme, Lamia Bensarsa Reda, pour prendre sa succession à Juvisy-sur-Orge suscitent la polémique chez ses adversaires, qui dénoncent un potentiel clientélisme électoral,.